# Hospital St. Spiritus (Münden)

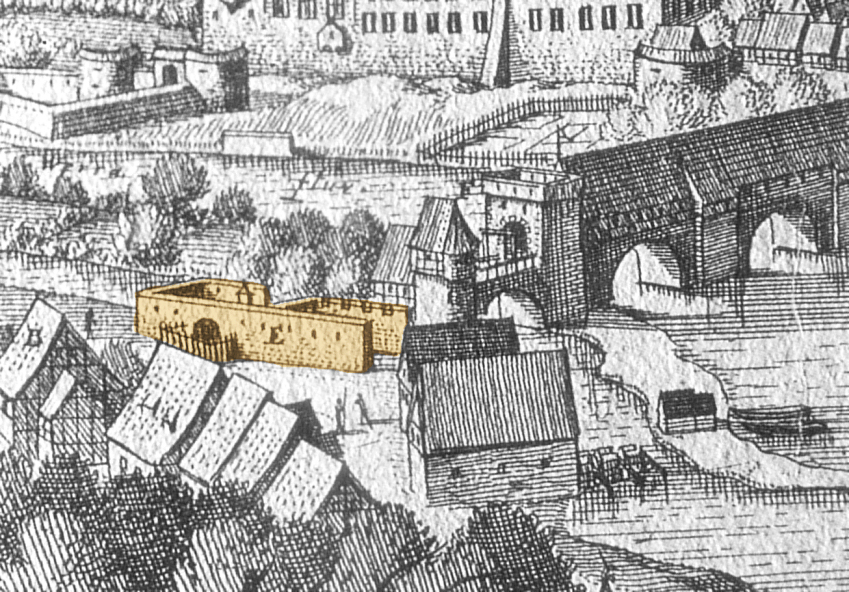
Das Hospital St. Spiritus in der Vorstadt Blume als Ruine auf einem Merian-Kupferstich von 1654

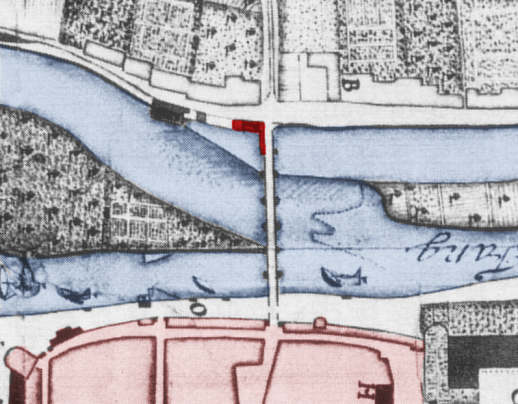
Lage des Hospitals nördlich der Stadt Münden an der Alten Werrabrücke, 1728

Das Hospital St. Spiritus war eine Hospitalstiftung der mittelalterlichen Stadt Münden im heutigen Südniedersachsen. Das heute nicht mehr vorhandene Gebäude befand sich in der Vorstadt Blume. Das Hospital gehört zu den wenigen Gebäuden, die außerhalb der Stadtbefestigung Münden errichtet wurden. Es stand auf dem gegenüberliegenden Ufer der Werra neben der Alten Werrabrücke.
Die erste Erwähnung des Hospitals erfolgte im Jahre 1327, als Herzog Otto der Milde es durch die Befreiung von Abgaben privilegierte. Mit einer Kapelle wurde das Hospital erstmals 1414 in Verbindung gebracht, als ein nahe gelegenes Hofgrundstück erworben wurde. Dieses Anwesen stellte Herzog Otto der Einäugige ebenfalls von Abgaben frei. Ab 1416 wurde über acht Jahre lang Ablasshandel, zugunsten des Hospitals, betrieben. Durch ein Abkommen der Stadt Münden mit dem Kloster Steina kamen dem Hospital weitere Einnahmen zu. 
Träger des Hospitals war die Kalandsbruderschaft. Da sich bei dem weltlichen Orden durch Üppigkeit und Schlemmerei Verfallserscheinungen zeigten, nahm die in Münden residierende Herzogin Elisabeth 1542 eine Neuordnung des Hospitals vor. Sie stellte es unter die gemeinsame Oberhoheit des Herzogtums und der Stadt Münden. Beide Seiten konnten die Aufnahme von Hospitalbewohner bestimmen, von denen es zu dieser Zeit 12 Menschen gab. Es wurden vor allem bedürftige Leute, wie Lahme, Blinde und Gebrechliche aufgenommen. Trotz der Neuregelungen setzte im 16. Jahrhundert ein anhaltender Niedergang des Hospitals ein. Zu einer ersten Zerstörung des Hospitals kam es 1553 während der Belagerung Mündens durch Truppen von Herzog Heinrich II. Der Wiederaufbau erfolgte im Jahr 1576. Bei der Belagerung Mündens durch Tilly im Dreißigjährigen Krieg wurde das Hospital 1626 erneut zerstört. Ein 1654 entstandener Kupferstich von Merian zeigt das Hospitalgebäude als Ruine. 1660 erfolgte ein Neuaufbau, in folgedessen die Insassen nicht mehr verpflegt wurden. Aus Geldmangel seitens des Hospitals wurden im 18. Jahrhundert nur noch 10 Insassen aufgenommen. Zu Beginn des 19. Jahrhunderts gab es keine dauerhaften Bewohner mehr, sondern acht Unterstützungsempfänger, die Naturalien ausgehändigt bekamen. In dieser Zeit diente das Gebäude als Obdach für Vagabunden und Bettler. 1865 wurde das Hospital abgebrochen und sein Vermögen ging auf die Stiftung zum vormaligen Hospital St. Spiritus in Münden über. Die Stiftung für mildtätige Zwecke wird bis heute von der Stadt Hann. Münden verwaltet.
1897 wurde in Hannoversch Münden ein Siechenhausverein gegründet, der im Jahr 1906 ein Heim in der Altstadt einrichtete. Es wurde später in Herzogin-Elisabeth-Stift umbenannt, um die Verdienste der Herzogin Elisabeth für das Hospital St. Spiritus zu würdigen. Das Stift ist heute ein Pflegeheim in Hann. Münden.